# پیکنز (کارولینای جنوبی)
پیکنز(به انگلیسی: Pickens) شهری در ایالت کارولینای جنوبی کشور ایالات متحده آمریکا است که جمعیت آن در سرشماری سال ۲۰۱۰ میلادی، ۳٬۱۲۶ نفر بوده‌است.